# Anteon jurineanum
Anteon jurineanum är en stekelart som beskrevs av Pierre André Latreille 1809. Anteon jurineanum ingår i släktet Anteon, och familjen stritsäcksteklar. Arten är reproducerande i Sverige.